# La Trinca
La Trinca est un groupe de musique humoristique espagnol, originaire de Catalogne. Il est formé par Josep Maria Mainat, Toni Cruz et Miquel Àngel Pascual, qui a été l'un des phénomènes musicaux et scéniques les plus populaires des années 1970 et du début des années 1980 dans les pays catalans. Leur proposition artistique originale était basée sur la critique sociale et politique, toujours avec humour, parodie et mise en scène audacieuse,.

## Biographie
Ce fut l'un des phénomènes musicaux et scénographiques les plus connus en Espagne dans les années 1970 et au début des années 1980, pour sa proposition artistique particulière et originale, basée sur la critique sociale et politique, toujours avec la parodie et l'humour, et avec des mises en scène audacieuses et folles. Jaume Picas était l'auteur de certaines de leurs chansons, et ils avaient également la collaboration de Antoni Ros-Marbà, Francesc Burrull, Maria Aurèlia Capmany, Jaume Vidal Alcover, Pere Quart, Terenci Moix, Jaume Perich et, rétroactivement, de Pitarra lui-même.
Ils ont publié 42 albums entre 1969 et 1989, y compris les compilations qui ont été publiées en catalan et en espagnol. En 1970, ils enregistrent leur premier vidéoclip avec la chanson Tots som pops.
Buscant la Trinca (TV3, 2009-2010) est un programme de Gestmusic et de la chaîne catalane dans lequel La Trinca réapparaît 20 ans plus tard dans le but de trouver la Trinca du 21e siècle. Après des castings et des galas où ils choisiront avec les téléspectateurs le nouveau Trinca. Ce dernier enregistrera un film musical sur la transition espagnole et La Trinca. Les lauréats du concours ont ensuite fait la tournée des principaux festivals des villes catalanes en rappelant les succès de leurs prédécesseurs.

## Discographie

### Albums studio
- 1969 : Quin nas!
- 1969 : Si has begut...
- 1969 : Tots som pops
- 1970 : Festa Major
- 1970 : A collir pebrots
- 1970 : Bones festes
- 1971 : Trincar i riure
- 1971 : L'orgue de gats
- 1971 : La Trinca - edició especial Círculo de Lectores -
- 1972 : Bestiari
- 1972 : Història de Catalunya amb cançons
- 1972 : Xauxa
- 1973 : Ca Barret!
- 1973 : Mort de gana
- 1974 : Botifarra de pagès
- 1974 : Rambla avall
- 1975 : Trincameron
- 1976 : Opus 10
- 1977 : Trempera matinera
- 1977 : 7 anys i 1 dia de cançons
- 1977 : Èxits
- 1977 : Vestits de milionaris
- 1978 : Don Jaume el Conquistador
- 1978: La Trinca - Ara ja amb llibertat
- 1979 : Pel broc gros
- 1979 : El millor de La Trinca
- 1980 : Que bonica ets Barcelona
- 1981 : Nou de Trinca
- 1981 : La Trinca - 1969 / 1976
- 1981 : La Trinca - 1977 / 1980
- 1981: La Trinca - Antologia 1969 / 1976
- 1983 : Quesquesé se merdé
- 1983 : Las Hermanas sisters
- 1985 : És que m'han dit què...
- 1985 : Sinànimus molestandi
- 1986 : Trinca, sexe i rocanrol
- 1987: La Trinca - Marro
- 1999 : La Trinca. Tots els èxits
- 2007 : La Trinca. 20 anys de cançons

### Collaborations
- 1971 : Història de Catalunya amb cançons[4],[5]

## Télévision
- 1987 : No passa res (TV3)
- 1987 : Guaita què fan ara! (TV3)
- 1988 : Tariro-tariro (TVE)
- 1989 : Barres i estrelles! (TVE Catalunya)
- 1989 : Tariro verano (TVE)
- 2009-2010 : Buscant la Trinca (TV3)

## Distinction
- Premi Enderock d'Honor - als 50 anys de carrera (2019)[6]